# Sadz

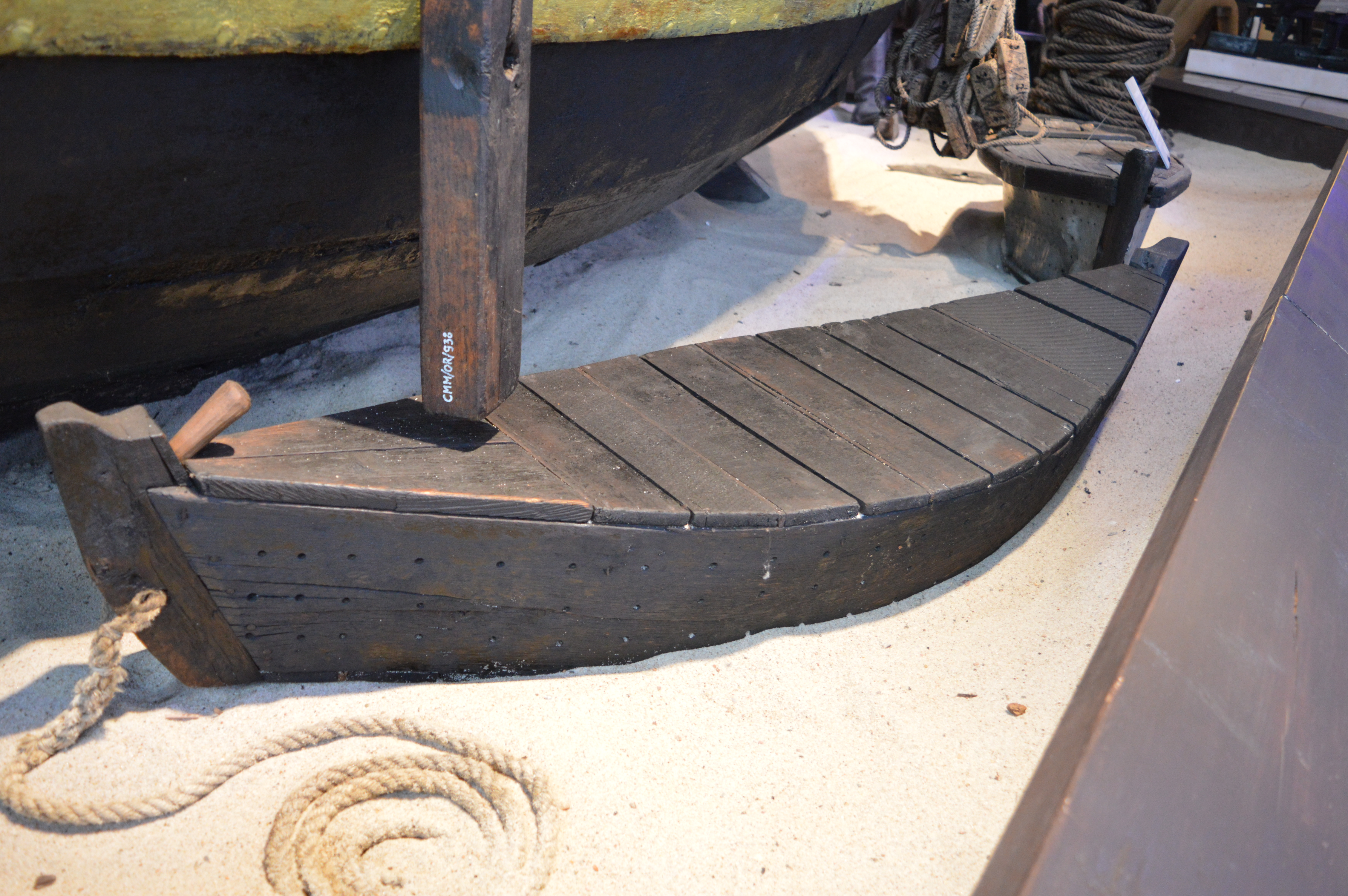
Drewniany sadz do przechowywania żywej przynęty (drobnych ryb), używany przez helskich rybaków. Holowany przy burcie łodzi, dzięki otworom w korpusie zapewniał ciągłą wymianę wody i utrzymanie ryb przy życiu

Sadz - urządzenie do hodowli ryb ograniczone od dołu oraz po bokach za pomocą luźno ułożonych desek, siatki lub rozciągniętej sieci, pozwalające na naturalny przepływ wody. Pozwala na krótkotrwałe przechowywanie żywych ryb. 
Głównym zastosowaniem sadzów jest marikultura. 